# Carlota Matienzo
Carlota Matienzo Román est née en 1881 à Barcelone et morte en 1926 dans le Queens à New York.  Elle est enseignante et féministe portoricaine. Elle est reconnue pour avoir travaillé à la réforme du système scolaire public à Porto Rico, et comme l'une des fondatrices en 1917 de la Ligue féminine portoricaine et en 1921 de la Ligue sociale suffragiste. 

## Biographie
Carlota Matienzo Román est née à Barcelone, où ses parents s'étaient rencontrés et mariés pendant que son père était à la faculté de droit[Laquelle ?]. Il s'agissait de Rosendo Matienzo Cintrón de Porto Rico. Au début des années 1880, la famille est revenue de Barcelone à Porto Rico. Ils se sont installés à Mayagüez. Son père ouvre son cabinet d'avocat et en 1904 il est élu du district en tant que membre de la Chambre des représentants de Porto Rico.  
En 1907, Carlota Matienzo est diplômée de l'Université de Porto Rico. Elle fait partie de la première génération d'étudiants après la fondation de l'université. Elle va ensuite à New York pour des études supérieures, où elle étudie la philosophie à l'Université Columbia. Elle retourne ensuite à Porto Rico et devient enseignante. 

## Carrière
Au cours de sa vie professionnelle, Carlota Matienzo travaille sur la réforme du système scolaire public de Porto Rico afin d'étendre l'éducation à toutes les classes d'enfants. Elle devient active dans d'autres questions politiques. La Ligue féminine portoricaine, première organisation à œuvrer pour les droits des femmes, est fondée en 1917 par des femmes possédantes ou faisant partie de l'élite intellectuelle, dont Ana Roque de Duprey, Ángela Negrón Muñoz et Carlota Matienzo.  
En 1921, la Ligue féminine portoricaine devient la Ligue sociale suffragiste. Carlota Matienzo se concentre sur le droit de vote des femmes au sein de cette Ligue. Ses membres comprennent des médecins, des écrivains et d'autres intellectuels. Elle aide à organiser de grandes conférences à San Juan, Ponce et Arecibo. Elle fait partie des leaders qui portent les préoccupations des femmes à l'Assemblée législative. 
Après s'être alliée à l'Association populaire féministe des travailleuses de Porto Rico, la Ligue soutient le suffrage universel pour toutes les femmes. 
Carlota Matienzo reste l'une des membres éminentes de la Ligue jusqu'en 1924, date à laquelle la Ligue se divise en deux organisations en raison de l'appartenance politique de ses dirigeants.   
Carlota Matienzo devient ensuite membre fondatrice de la Women's Aid Society de Porto Rico. Elle y travaille pour apporter des solutions aux problèmes rencontrés par les femmes.  

## Héritage et honneurs
- L'Université de Porto Rico a nommé à titre posthume une salle en son honneur sur le campus. En outre le prix annuel Carlota Matienzo est décerné aux diplômés qui démontrent une capacité d'enseignement exceptionnelle[5].
- Carlota Matienzo est l'une des 999 femmes citées par l'artiste américaine Judy Chicago pour son installation, The Dinner Party, créée en 1979 et conservée au Brooklyn Museum[5].